# Ushio and Tora
Ushio and Tora (うしおととら Ushio to Tora?) är en shōnen-mangaserie skapad av Kazuhiro Fujita som handlar om pojken Ushio och hans äventyr med den japanska demonvarelsen Tora. Den publicerades mellan 1990 och 1996 i den japanska serietidningen Weekly Shōnen Sunday.
Två stycken OVA-serier har gjorts av mangan; en med tio episoder mellan september 1992 och augusti 1993 samt en annan med endast en episod som sändes den 1 oktober 1993.
En animeversion av mangan, bestående av två säsonger med 39 episoder, sänds mellan juli och december 2015 samt april och juni 2016.

## Rollista (urval)
| Figur           | Japansk röst                                | Engelsk röst          |
| --------------- | ------------------------------------------- | --------------------- |
| Ushio Aotsuki   | Nozomu Sasaki (OVA) Tasuku Hatanaka (anime) | Randy Sparks (OVA)    |
| Tora            | Chikao Ōtsuka (OVA) Rikiya Koyama (anime)   | Brett Weaver (OVA)    |
| Asako Nakamura  | Yuri Amano (OVA) Mikako Komatsu (anime)     | Allison Sumrall (OVA) |
| Mayuko Inoue    | Yumi Tōma (OVA) Kiyono Yasuno (anime)       | Mandy Clark (OVA)     |
| Shigure Aotsuki | Takeshi Aono (OVA) Keiji Fujiwara (anime)   | John Swasey (OVA)     |

## Anime
| Nr | Titel                                             | Datum             |
| -- | ------------------------------------------------- | ----------------- |
| 1  | "The Fateful meeting of Ushio and Tora"           | 3 juli 2015       |
| 2  | "The Stone Eater"                                 | 10 juli 2015      |
| 3  | "The Demon That Dwells In the Painting"           | 17 juli 2015      |
| 4  | "Tora Goes to the City"                           | 4 juli 2015       |
| 5  | "Exorcist Hyou"                                   | 31 juli 2015      |
| 6  | "Spectral Sea"                                    | 7 augusti 2015    |
| 7  | "Folklore"                                        | 14 augusti 2015   |
| 8  | "He's in the Sky"                                 | 21 augusti 2015   |
| 9  | "Mad Wind"                                        | 28 augusti 2015   |
| 10 | "The House Where the Kappa Lives"                 | 4 september 2015  |
| 11 | "Mirror of a Single Strike"                       | 11 september 2015 |
| 12 | "The Road to the Touno Youkai Battle (Part 1)"    | 18 september 2015 |
| 13 | "The Road to the Touno Youkai Battle (Part 2)"    | 25 september 2015 |
| 14 | "Chasing Hiyou ~ Successor"                       | 2 oktober 2015    |
| 15 | "The Crossroads of the Chase ~ Successor"         | 9 oktober 2015    |
| 16 | "Tranformation"                                   | 16 oktober 2015   |
| 17 | "To Kamui Kotan"                                  | 23 oktober 2015   |
| 18 | "Revival: And Finally..."                         | 30 oktober 2015   |
| 19 | "The Demon That Turns Back Time"                  | 6 november 2015   |
| 20 | "The Demon Returns"                               | 13 november 2015  |
| 21 | "The Fourth: Kirio"                               | 20 november 2015  |
| 22 | "Great Summoning: Destruction of the Beast Spear" | 27 november 2015  |
| 23 | "Eternal Solitude"                                | 4 december 2015   |
| 24 | "The Fools Gather at the Banquet"                 | 11 december 2015  |
| 25 | "H.A.M.M.R~The H.A.M.M.R Institute"               | 18 december 2015  |
| 26 | "TATARI BREAKER"                                  | 25 december 2015  |
| 27 | "The Wind Blows"                                  | 1 april 2016      |
| 28 | "I Won't Lose Anyone Else"                        | 8 april 2016      |
| 29 | "The Night of the Crescent Moon"                  | 15 april 2016     |
| 30 | "The Journey of No Return"                        | 22 april 2016     |
| 31 | "To the Sea of Chaos"                             | 29 april 2016     |
| 32 | "Mother"                                          | 6 maj 2016        |
| 33 | "The Beast Spear Destroyed"                       | 13 maj 2016       |
| 34 | "Tora"                                            | 20 maj 2016       |
| 35 | "Hope"                                            | 27 maj 2016       |
| 36 | "To the Promised Night"                           | 3 juni 2016       |
| 37 | "The Ultimate Insult"                             | 10 juni 2016      |
| 38 | "The End"                                         | 17 juni 2016      |
| 39 | "The Fate of Ushio and Tora"                      | 24 juni 2016      |